# Léopold Morel
Léopold Morel, né le 9 janvier 1912 à Nice et décédé le 14 mai 1996 à La Teste-de-Buch, est un homme politique français.